# Кіуєшть (комуна)
Кіуєшть, Кіуєшті (рум. Chiuiești) — комуна у повіті Клуж в Румунії. До складу комуни входять такі села (дані про населення за 2002 рік):
- Валя-Кешеєлулуй (92 особи)
- Валя-луй-Опріш (78 осіб)
- Досу-Брічій (25 осіб)
- Кіуєшть (1596 осіб) — адміністративний центр комуни
- Мегоажа (441 особа)
- Стримбу (393 особи)
- Хута (144 особи)

Комуна розташована на відстані 361 км на північний захід від Бухареста, 61 км на північ від Клуж-Напоки.

## Населення
За даними перепису населення 2002 року у комуні проживали 2769 осіб.
Національний склад населення комуни:
| Національність | Кількість осіб | Відсоток |
| -------------- | -------------- | -------- |
| румуни         | 2737           | 98,8%    |
| цигани         | 32             | 1,2%     |

Рідною мовою назвали:
| Мова      | Кількість осіб | Відсоток |
| --------- | -------------- | -------- |
| румунська | 2768           | > 99,9%  |
| угорська  | 1              | < 0,1%   |

Склад населення комуни за віросповіданням:
| Релігія            | Кількість осіб | Відсоток |
| ------------------ | -------------- | -------- |
| православні        | 2346           | 84,7%    |
| п'ятдесятники      | 206            | 7,4%     |
| баптисти           | 118            | 4,3%     |
| греко-католики     | 93             | 3,4%     |
| адвентисти         | 5              | 0,2%     |
| не вказали релігію | 1              | < 0,1%   |